# エンバウンド
株式会社エンバウンド（Enbound, Inc.）は日本のエンターテインメント企業。

## 会社概要
日本と台湾において、キャラクターコンテンツ「温泉むすめ」プロジェクトを展開。
温泉むすめのIP（知的財産権）を各温泉地が現地で利用（キャラクターグッズの制作など）する場合、グッズ制作の実費費用の他に、利用する側に大きな金銭的な負担や煩雑な手続きを必要とするロイヤリティや初期費用にあたるライセンス費用を無償かつ簡易的な手続きで提供する体制を採っている。この体制から、一般的なアニメ、ゲーム作品などのコンテンツのIPと比較して、相対的に各温泉地との事業提携が短期間かつ低コストで実現した。そのため、継続的に地域経済とユーザーを繋ぐハブ機能を担うことができる点で優位性を有しているとされる。
2024年（令和6年）4月12日、ALiNKインターネットが当社の全株式を同年5月10日付けで取得、完全子会社化。
買収に対してALiNKインターネットは、当社が構築してきた全国の温泉地との取引関係を維持発展させることで、新たな事業機会の創出を見据え、また「温泉むすめ」のビジネスモデルはアナログな要素が多く含まれていることから、「tenki.jp」事業で培ったメディア開発・運営の技術・ノウハウを組み入れることで、収益力の向上を図りたいとしている。

### 社名の由来
「エンバウンド」という社名は「エンタメの力を使って、インバウンドや地方への来訪を促進する」に由来する。2011年（平成23年）に発生した東北地方太平洋沖地震（東日本大震災）や2020年（令和2年）から2023年（令和5年）にかけての新型コロナウィルス感染拡大（いわゆる「コロナ禍」）の影響で日本の国内観光や地方経済が厳しさを増す中、一筋の光を照らし、希望を与える。日本が世界に誇る観光資源や伝統文化、そして、おもてなしの心の魅力を多様な手段で幅広い世代に発信することを使命とするという橋本の思いが込められている。